# Höfen (Altdorf)
Höfen ist ein Siedlungsbereich in Pfettrach und amtlich benannter Ortsteil des Marktes Altdorf im niederbayerischen Landkreis Landshut.

## Geographie
Das Dorf Höfen ist zwischenzeitlich baulich mit Pfettrach verbunden.

## Geschichte
Wie der Name vermuten lässt, befanden sich dort in den vergangenen Jahrhunderten die Höfe der Bauern. Wichtige Standortfaktoren waren der Pfettrach-Bach als Energiequelle für Mühlen wie der Haunmühle und ab 1900 die Bahnstrecke Landshut–Rottenburg. Die Höfe durften wegen der Überflutungsgefahr des Pfettrach-Baches nicht zu nahe ans Ufer gebaut werden. Des Weiteren galt es damals, gewisse Abstände einzuhalten, was die Entsorgung von Tierkadavern betraf. Diese wurden auf eigenen Wegen außerhalb der Hofstellungen entsorgt (der sogenannte Schinderweg).